# Verrerie de Bacquehem
La  verrerie de Bacquehem est une ancienne verrerie du Nord, autorisée à Douai dans le département du Nord par Louis XVI à Versailles le 26 septembre 1786 et enregistrée au parlement de Flandres au profit du marquis de Bacquehem, de Augustin; chevalier de Bacquehem, de Louis-Théodore-Emmanuel Payen; chevalier; comte de la Bucquière; Seigneur de Brebières, de Jean-Pierre de Frezard et son fils Pierre-Joseph de Frezard  
La verrerie est construite — rue Saint-Michel en venant de la porte Morel[Quoi ?] —.

## Histoire

### Verrerie intra-muros
Avec la Révolution de 1789 , le marquis de Bacquehem et Payen; comte de la Bucquière émigrent . La verrerie devient propriété de la République et est achetée par le citoyen Pierre-François Chartier; ancien directeur de celle de la verrerie de Dunkerque et père de Prosper Chartier qui prendra sa succession. 
La verrerie avait en 1789 36 à 40 ouvriers et dix ans plus tard elle en avait cinq à six de plus. Elle tire son sable du mont Ecouvé territoire de Râches sur la route de Douai à Lille, les cendres de bois de Lille; Hazebrouck; Armentières, les verres cassés de Lille Gand Arras Cambrai, les osiers pour natter les dames-jeannes des environs d'Hesdin. La fabrication y est tellement activée qu'en 1799 elle ne doit chômer qu'environ deux mois, temps nécessaire pour la reconstruction des fourneaux.
Huit creusets sont chauffés à la fois et donnent 1 500 flacons et 50 à 60 dames-jeannes par jour.
L'emplacement restreint de la verrerie, près des remparts et de l'entrée des eaux, empêche de construire un second four.
Hyacinthe-François Chartier, fils de Pierre-François Chartier et frére de Prosper Chartier fonde la  verrerie d'en bas  à Aniche dans le département du Nord par  sur autorisation royale du 20 février 1823, signée de Louis XVIII. Une source date la création de la verrerie une dizaine d'années plus tôt,.

### Verrerie de Frais-Marais
En 1841 Prosper Chartier demande l'autorisation de construire une nouvelle verrerie à Frais-Marais, un hameau de Douai. Elle lui sera accordée sous réserves qu'elle soit construite au centre du terrain avec une cheminée de 20m pour ne pas gêner le voisinage par ses fumées. Cette verrerie atteint 190 salariées en 1890.
Ces contraintes sont également appliquées à Louis-François Chappuy qui est également autorisé en 1842 à une verrerie à Frais-Marais.
Cet emplacement permet d'être à proximité des fosses pour le charbon et de la Scarpe canalisée pour l'approvisionnement et l'expédition par péniches.
À l'Exposition universelle de 1855, Prosper Chartier est médaillé avec la motivation suivante « La verrerie de M Chartier est l'une des plus anciennes de France, elle a été établie en 1786 par ordonnance royale enregistrée au parlement de Flandre. Indépendamment de 800 000 bouteilles qu'elle livre annuellement à Paris et dans les départements du nord, elle fabrique 200 000 dames-jeannes, 50 000 de ces vases sont expédiés à Dunkerque à Nantes à Bordeaux et à Marseille et servent à l'exportation des vins; vinaigres; huiles; genièvre etc. Le restant est transporté au Havre et envoyé vide aux Indes, dans les Antilles, au Brésil et au Mexique. Ces dames-jeannes dont la contenance la plus ordinaire est de 20 litres sont clissées, c'est-à-dire recouvertes d'une garniture eu osier. M Chartier exploite 42 hectares d'oseraies qui lui produisent annuellement 90 000 kilogrammes d'osiers blancs. 15o ouvriers femmes et enfants sont employés à cette exploitation au pelage des osiers verts et au clissage des dames-jeannes »